# Ursula Bleisch-Imhof
Ursula Bleisch-Imhof (geborene Imhof; * 2. Dezember 1942 in Bern) ist eine Schweizer Puppenspielerin und Theaterleiterin. Zusammen mit ihrem Mann Hanspeter Bleisch leitet sie die Bühne Puppentheater Bleisch.

## Leben
Ursula Imhof besuchte das Lehrerseminar in Bern und die Kunstgewerbeschule Zürich und nahm privaten Schauspielunterricht. Sie unterrichtete an der Schweizerschule in Lima und war am Lehrerseminar in Wohlen tätig. 1975 lernte sie Hanspeter Bleisch kennen und wirkte ab 1976 in dessen Puppentheater mit. 1978 heiratete sie ihn. Sie erarbeitete Stücke des Repertoires, das erste Stück war 1977 zusammen mit Jürg Hebeisen Bahnhof Requiem. Das Gewerbemuseum Winterthur zeigte 1996 in einer Retrospektive ihre Leistung im Figuren- und Bühnenbau.

## Veröffentlichungen
- mit Hanspeter Bleisch, Werner Hürlimann: Puppentheater, Theaterpuppen. So werden Puppen gebaut, so werden Puppen gespielt, das können Puppen spielen. Orell Füssli, Zürich 1981, ISBN 3-280-01245-7.
- Wir spielen Theater mit Puppen. Bau- und Spielideen für gross und klein. Meyer, Zürich 1988.
- mit Hanspeter Bleisch: Puppentheater, Theaterpuppen. Ein Werk- und Spielbuch (Fotos: Jiří Vurma). AT-Verlag, Aarau 1991, ISBN 3-85502-406-5.